# YES Meeting
O YES – Young European Scientist – Meeting é um congresso biomédico internacional que decorre anualmente no Porto, Portugal, em setembro. É o mais antigo congresso organizado por estudantes universitários portugueses na área das ciências biomédicas.
Este encontro científico junta cerca de 500 estudantes de ciências biomédicas todos os anos e é organizado por estudantes da Faculdade de Medicina da Universidade do Porto (FMUP) de forma voluntária e paralelamente a todas as suas outras atividades académicas. De notar que uma grande parte dos membros da Comissão Organizadora do YES Meeting se dedicam a projetos de investigação da FMUP.
O grande objetivo destes estudantes passa por organizar um evento de nível mundial onde jovens investigadores possam ficar a par daquilo que se passa no mundo da investigação científica e onde tenham oportunidade de mostrar aos colegas aquilo em que trabalham nas suas Faculdades.
O congresso conta também com uma série de Workshops interactivos para os participantes treinarem as suas aptidões em inúmeras áreas que vão desde as ciências básicas até às áreas clínicas. Assim, este encontro oferece aos estudantes das áreas biomédicas a oportunidade de aprender através de especialistas de renome mundial, a possibilidade de apresentar os seus trabalhos de investigação, participar em vários workshops e, assim, promover o intercâmbio de conhecimentos e experiências.
Finalmente, o YES Meeting promove um Programa Social, que promete dar aos seus participantes uma visão alargada do que é a vida e cultura de um estudante universitário português, em particular na Universidade do Porto.

## Programa Científico
O programa científico do YES Meeting tem três objectivos bem delineados cuja concretização foi sendo aperfeiçoada ao longo dos anos. Actualmente, está divido em três partes: 
- Sessões temáticas:

As sessões temáticas visam o desenvolvimento teórico dos conhecimentos dos participantes, e têm como objectivo mostrar aos estudantes aquilo que se faz na vanguarda da investigação científica biomédica.
Estas sessões encontram-se divididas em seis temas globais sendo eles: Cirurgia, Oncologia e Biologia Molecular, Fisiologia e Imunologia, Medicina Interna, Neurociências, Saúde Pública e Informática Médica. Baseados neste temas, em cada edição, os membros da comissão científica procuram aprofundar um determinado assunto em particular, convidando entre 2 a 4 investigadores de renome mundial que se dediquem à investigação dos assuntos escolhidos.
- Apresentações de alunos:

Todos os estudantes de ciências biomédicas que se dediquem a fazer investigação podem submeter os seus trabalhos e posteriormente comparecer ao YES Meeting para os apresentarem. Tal como as sessões temáticas, as apresentações de alunos dividem-se nas 5 áreas principais: Cirurgia, Oncologia e Biologia Molecular, Fisiologia e Imunologia, Medicina Interna, Neurociências e Saúde Pública e Informática Médica.
As apresentações de alunos encontram-se ainda divididas em sessões de Poster, Apresentações Orais e Sessão Plenária. Após a submissão dos abstracts por parte dos participantes, estes são sujeitos à avaliação por uma série de professores da Faculdade de Medicina da Universidade do Porto que, conforme a qualidade do trabalho – definida segundo uma série de critérios pré-definidos – propõem o melhor trabalho de cada área para a Plenária, os 5 segundos melhores para apresentação oral e os restantes para serem apresentados como poster.
- Workshops:

O YES Meeting conta com um Programa de Workshops práticos e interativos, que visam criar um ambiente para que os participantes possam adquirir experiência em inúmeras áreas do seu interesse através do treino de algumas técnicas médicas ou cirúrgicas, como acontece nos Workshops de Suturas Simples, Suturas Laparoscópicas, Tenorrafia, Intubação Endotraqueal, Cirurgia Ocular, entre outros, clássicos no Programa de Workshops do YES Meeting.
Desde a sua criação, em 2011, o Programa de Workshops do YES Meeting tem vindo crescer e a evoluir para corresponder às expectativas crescentes dos participantes do YES Meeting.

## Breakthrough Competition
Lançada pela primeira vez na 16.ª edição do YES Meeting, este projeto foi iniciado pela Comissão Organizadora com o objetivo de promover o espírito de empreendedorismo e inovação entre estudantes de licenciatura e mestrado.
A Breakthrough Competition regressou para a sua 4.ª edição durante a 19.ª edição do YES Meeting. O desafio proposto aos participantes nesta edição foi a apresentação de projetos de inovação tecnológica com aplicação clínica em qualquer área ou especialidade relacionada com a saúde, tendo reunido concorrentes de vários países que procuraram solucionar um problema real através de uma ideia tecnológica original, inovadora e aplicável.
A 4.ª edição da Breakthrough Competition decorreu no Auditório Principal do Centro de Investigação Médica da Faculdade de Medicina da Universidade do Porto (CIM-FMUP), no dia 19 de setembro de 2024. Todos os participantes apresentaram os seus projetos de forma presencial.
O júri desta edição da Breakthrough Competition foi composto por destacados professores e investigadores na área da inovação tecnológica em saúde. O Professor Bruno Silva, em representação da iLoF, o Professor Bruno Soares, da parte da LabOrders, o Professor Diogo Videira Henriques, da parte da EIT Health, e a Professora Mariana Pais, em representação da MTG Research & Development Lab, integraram o painel de avaliadores, trazendo a sua vasta experiência e conhecimentos para a avaliação dos projetos apresentados. Este corpo de jurados teve um papel crucial na seleção das ideias mais inovadoras e com maior potencial de impacto, assim como na atribuição das classificações finais aos participantes.

## Competição Clínica
A Competição Clínica consiste na apresentação de casos clínicos didáticos em 3 áreas específicas da medicina, em conjunto com questões de escolha múltipla no decorrer de toda a exposição.
A apresentação dos casos clínicos é realizada no Auditório Principal do Centro de Investigação Médica da Faculdade de Medicina da Universidade do Porto (CIM-FMUP), por professores e investigadores destacados em cada área selecionada. Os casos clínicos, bem como as respetivas perguntas são projetados no auditório, sendo possível aos participantes a submissão das suas respostas através da aplicação do YES Meeting, à qual podem aceder através dos seus telemóveis ou outros dispositivos eletrónicos.

## Workshops
O YES Meeting conta com um Programa de Workshops práticos e interativos, que visam criar um ambiente para que os participantes possam adquirir experiência em inúmeras áreas do seu interesse através do treino de algumas técnicas médicas ou cirúrgicas, como acontece nos Workshops de Suturas Simples, Suturas Laparoscópicas, Tenorrafia, Intubação Endotraqueal, Cirurgia Ocular, entre outros, clássicos no Programa de Workshops do YES Meeting.
O Programa de Workshops da 18.ª edição do YES Meeting contou com um total de 68 Workshops, totalizando 98 sessões presenciais, das mais variadas áreas biomédicas. Cada participante teve a oportunidade de realizar 3 Workshops distintos, tendo as sessões decorrido entre as tardes de sábado e de domingo, dias 16 e 17 de setembro de 2023, cada uma com a duração aproximada de 1 hora e 15 minutos.
O Programa de Workshops da 19.ª edição do YES Meeting contou com um total de 71 Workshops, totalizando 109 sessões presenciais, das mais variadas áreas biomédicas. Cada participante teve a oportunidade de realizar 3 Workshops distintos, tendo as sessões decorrido entre as tardes de sábado e de domingo, dias 21 e 22 de setembro de 2024, cada uma com a duração aproximada de 1 hora e 15 minutos.
Desde a sua criação, em 2011, o Programa de Workshops do YES Meeting tem vindo crescer e a evoluir para corresponder às expectativas crescentes dos participantes do YES Meeting.

## Programa Social e Cultural
O Programa Social e Cultural do YES Meeting  objetiva justificar a fama da “hospitalidade portuguesa”, promovendo assim o intercâmbio de culturas e dando a conhecer a cultura e costumes de Portugal e em particular do Porto. Pretende ainda estimular o contacto entre os participantes do YES Meeting e a sua integração na cultura tradicional e académica portuenses.
O Programa Social e Cultural conta com uma série de atividades que fazem parte da história do congresso, tais como a visita guiada ao centro histórico da cidade do Porto, a visita às Caves do Vinho do Porto ou o passeio de Barco Rabelo pelo Rio Douro. A visita à Casa da Música, um edifício que deixa todos os seus visitantes maravilhados com os traços arquitetónicos; à semelhança do Terminal de Cruzeiros do Porto de Leixões, com os seus traços tão distintivos. Para os mais aventureiros, opções como o Porto 360º, que consiste na subida ao telhado do Pavilhão Rosa Mota - Super Bock Arena para apreciar a vista sobre as cidades do Porto e de Vila Nova de Gaia, bem como a Aula de Surf na praia de Matosinhos. Dedicado aos que apreciam a gastronomia da nossa região, apresentamos a Rota das Tapas, na qual os participantes podem provar várias iguarias da cidade do Porto e também a clássica visita ao Museu “The Wine Experience” no World of Wine, com direito a uma prova de vinhos. Apresentamos ainda a visita ao Museu e Torre dos Clérigos em conjunto com a visita à Livraria Lello. A estes dois marcos culturais da cidade do Porto juntamos ainda um terceiro: a visita guiada ao Parque e Jardim da Fundação de Serralves.
Desde a sua criação, em 2011, o Programa Social e Cultural do YES Meeting tem vindo crescer para corresponder às expectativas crescentes dos participantes do YES Meeting.
O evento conta ainda com um gradioso Jantar de Gala, que se realiza todos os anos num espaço diferente. Não percas esta oportunidade para mostrares o teu melhor passo de dança!
17.º YES Meeting: Quinta do Jordão, Vila Nova de Gaia
18.º YES Meeting: Quinta de Vilarinho, Castêlo da Maia, Maia
19º YES Meeting: Quinta do Vieria, Porto

## YEShare
O YES Meeting é um projeto em contante evolução e acreditamos profundamente que é ao ajudar os outros que conseguimos ir mais além e evoluir mais ainda. É com este espírito que a iniciativa YEShare se tem tornado uma presença assídua e indispensável nas últimas edições do evento, inspirando e transformando vidas, lado a lado com a nossa missão de progresso contínuo.
Em 2023, o YES Meeting aliou-se à Associação Acreditar e fez uma doação ao longo do ano que somou um total de 450 € e alguns bens materiais, resultantes da 9.ª edição da YES Talk e da 18.ª edição do YES Meeting. Para atingirmos este objetivo, cada participante poderia escolher doar o valor de 1 € aquando da sua inscrição nas atividades do YES Meeting ou ainda fazer uma doação durante o congresso.
Em 2024, o YES Meeting aliou-se à Associação Ânimas e fez uma doação ao longo do ano que somou um total de cerca de 400 € e alguns bens materiais, resultantes da 10.ª edição da YES Talk e da 19.ª edição do YES Meeting. Para atingirmos este objetivo, cada participante poderia escolher doar o valor de 1 € aquando da sua inscrição nas atividades do YES Meeting ou ainda fazer uma doação durante o congresso.

## Parcerias
O YES Meeting é atualmente parceiro oficial da IFMSA e tem acordos de parceria com vários congressos de âmbito semelhante como o ISCOMS, o ESC, o LIMSC, entre outros.

## História
O YES nasceu em 2006 quando um estudante da Faculdade de Medicina da Universidade do Porto teve a ideia de juntar os trabalhos de investigação de vários estudantes com palestras de investigadores profissionais. O objectivo deste projecto passava principalmente por fazer os estudantes sentirem que aquilo que faziam tinha um valor real no mundo da ciência e, em alguns casos, ajudá-los a decidir enveredar por uma carreira de investigação. Desde 2006 o YES tem vindo a crescer, não só em número de participantes mas também em relevância.
Aquilo que começou como um pequeno encontro de estudantes cresceu exponencialmente e actualmente conta com mais de 600 inscritos por ano e 400 participantes por edição, sendo sem dúvida o maior de congresso de Portugal e um dos maiores e melhores congressos do mundo dentro do estilo.
Desde a sua 1.ª edição, o YES Meeting contou sempre com nomes do mais alto nível dentro do panorama científico internacional, incluindo prémios atribuídos a ciência de excelência:
- 1.º YES Meeting: Sir Tim Hunt (Prémio Nobel Medicina 2001) [13]
- 2.º YES Meeting: Prof. João Lobo Antunes [14]
- 3.º YES Meeting: Prof. Göran Andersson [15]
- 4.º YES Meeting: Prof. Rolf Zinkernagel (Prémio Nobel da Fisiologia ou Medicina em 1996) [16]
- 5.º YES Meeting: Prof. Aaron Ciechanover (Prémio Nobel da Química em 2004) [9]
- 6.º YES Meeting: Prof. Gero Hütter [17]
- 17.º YES Meeting: Prof. William Kaelin (Prémio Nobel da Fisiologia ou Medicina em 2019)
- 18.º YES Meeting: Prof. James Orbinski (Prémio Nobel da Paz em 1999)
- 19.º YES Meeting: Prof. Gero Miesenböck (Shaw Prize em 2020 e Japan Prize em 2023) e Prof. Pascal Mayer (Breakthrough Prize in Life Sciences em 2022)

## 19.ª edição do YES Meeting
A 19.ª edição do YES - Young European Scientist - Meeting teve lugar no Centro de Investigação Médica da Faculdade de Medicina da Universidade do Porto (CIM-FMUP), entre os dias 19 e 22 de setembro de 2024.
Mais uma vez, o YES Meeting cumpre com o seu principal objetivo, estabelecido desde a sua primeira edição, em 2006: proporcionar aos estudantes pré-graduados das mais variadas áreas biomédicas um espaço para a apresentação dos seus trabalhos de investigação, desenvolvidos durante a sua formação. Esta missão passa não só por reconhecer o mérito científico dos participantes, mas também por premiar a excelência e o rigor dos trabalhos de investigação que são apresentados. No âmbito da Competição Científica, são atribuídos prémios dentro de cada área sujeita à apreciação: Anatomia & Cirurgia, Oncologia e Imunologia, Medicina Clínica, Neurociências, Biologia Molecular & Fisiologia e, por fim, Saúde Pública & Informática Médica.
Ano após ano, o YES Meeting procura a criação de um ambiente único que incentive o intercâmbio e a discussão de ideias entre estudantes dos mais variados países, bem como a existência de um espaço que possibilite a sua interação com cientistas de elevado renome nacional e internacional, professores e médicos.
Com este intuito, o YES Meeting procurou apresentar um painel científico de elevada qualidade, com personalidades reconhecidas nas mais diversas áreas, entre as quais a Optogenética, as Neurociências, a Biotecnologia, a Biologia Molecular e a Endocrinologia, mas também temas da ordem do dia, como o papel das alterações climáticas e microplásticos no quotidiano.
Esta edição contou com duas sessões dedicadas a prémios atribuídos a ciência de excelência. A primeira, liderada pelo Professor Gero Miesenböck, diretor do Centre for Neural Circuits and Behaviour da Universidade de Oxford, abordou o trabalho que o conduziu à descoberta da optogenética, tendo recebido inúmeros prémios, entre os quais se destacam o Shaw Prize em 2020 e o Japan Prize em 2023. A segunda sessão prémio contou com a presença de um dos vencedores do prémio Breakthrough Prize in Life Sciences de 2022, o Professor Pascal Mayer, reconhecido pelo desenvolvimento da tecnologia Next-Generation Genome sequencing, que teve um papel crucial no combate à pandemia Covid-19. Atualmente, o Professor Pascal é Presidente da alphanosos, uma empresa que utiliza inteligência artificial para o desenvolvimento de terapêuticas.
A última edição do YES Meeting ofereceu aos seus participantes diversas atividades científicas, nomeadamente nove sessões científicas, um Speed Meeting e uma Competição Científica, que contou com Sessões de Apresentação de Pósteres, Sessões Orais Paralelas e uma Sessão Plenária. Neste ano, a Competição Clínica incidiu sobre as especialidades de Gastroenterologia, Medicina Interna e Endocrinologia, com uma coletânea de questões e casos clínicos elaborados pelo Dr. Francisco Mendes, pelo Dr. Carlos Grijó e pelo Prof. Dr. João Sérgio Neves.
A Breakthrough Competition, powered by MTG, regressou para a sua 4.ª edição durante a 19.ª edição do YES - Young European Scientist - Meeting. Esta edição estimulou e incentivou estudantes universitários das áreas biomédicas a criarem um projeto de inovação tecnológica, com aplicação clínica em qualquer área ou especialidade relacionada à saúde humana, tendo reunido concorrentes de vários continentes que procuraram solucionar um problema real através de uma ideia tecnológica original, inovadora e aplicável.
Numa vertente mais prática, a 19.ª edição do YES - Young European Scientist - Meeting trouxe aos seus participantes um Programa de Workshops inovador e didático, com uma forte componente prática. Este Programa contou com 72 Workshops das mais variadas áreas biomédicas, somando um total de 112 sessões com a duração de aproximadamente 1 hora e 15 minutos cada.
Aliando a aprendizagem científica às atividades lúdicas e com a finalidade de dar a conhecer a magnífica cidade do Porto aos nossos participantes, a 19.ª edição do YES - Young European Scientist - Meeting deu aos mesmos a oportunidade de realizarem um Programa Social. Este Programa contou com 15 opções diferentes incluindo programas culturais, como visitas a museus, monumentos históricos e edifícios emblemáticos da cidade do Porto, programas desportivos e programas gastronómicos.
Finalmente, é crucial destacar a projeção e divulgação deste projeto no âmbito internacional: 15 nacionalidades estiveram representadas na 19.º edição do YES - Young European Scientist - Meeting. O intercâmbio cultural e científico entre os quase 500 participantes é inegável e mostra a vontade inesgotável de chegar mais longe, ano após ano.

## Notícias
1. https://noticias.up.pt/2023/09/11/yes-meeting-reune-o-presente-e-o-futuro-da-investigacao-biomedica-na-fmup/
2. https://noticias.up.pt/2024/09/17/yes-meeting-2024-reune-geracoes-brilhantes-da-ciencia-biomedica/